# Bădesjte
Bădesjte (bulgariska: Бъдеще) är ett distrikt i Bulgarien.   Det ligger i kommunen Obsjtina Stara Zagora och regionen Stara Zagora, i den centrala delen av landet, 200 kilometer öster om huvudstaden Sofia.